# Nationaal Park Mari Tsjodra
Nationaal Park Mari Tsjodra (Russisch: Национальный парк «Марий Чодра»; Mari: «Марий Чодыра» кугыжаныш пӱртӱс парк) is gelegen in de autonome republiek Mari El in het Europese deel van Rusland. De oprichting tot nationaal park vond plaats op 13 september 1985 per decreet (№ 400/1985) van de Raad van Ministers van de Russische SFSR. Het nationaal park heeft een oppervlakte van 368,75 km².

## Doel van oprichting
Nationaal Park Mari Tsjodra werd opgericht om de unieke natuurlijke complexen te beschermen, het behouden van historische monumenten, het behoud van culturele monumenten, het geven van milieuvoorlichting, het scheppen van voorwaarden voor gereguleerd toerisme en recreatie en het ontwikkelen en implementeren van wetenschappelijke methoden voor natuurbehoud in het gebied. In het gebied zijn meer dan 30 archeologische monumenten die dateren uit het neolithicum, zoals nederzettingen, begraafplaatsen, gebedshuizen en altaren.

## Kenmerken
Nationaal Park Mari Tsjodra is gelegen in het zuidoosten van Mari El, in het stroomgebied van de rivier Ilet, een linkerzijrivier van de Wolga. Het park wordt grotendeels gekarakteriseerd door de aanwezigheid van boreale bossen. Deze zijn gelegen op een licht glooiende vlakte, variërend in hoogte tussen de 75 en 125 meter boven zeeniveau. In het gebied is ook een groot aantal rivieren en meren aanwezig.
Het klimaat in het gebied is gematigd continentaal. De zomers zijn er relatief warm, terwijl het 's winters vriest en er een stabiele hoeveelheid sneeuw ligt. De warmste maand is juli, waarin de gemiddelde temperatuur op 18,3 °C ligt. De koudste maand is januari, met een gemiddelde temperatuur van -14,1 °C.

## Fauna
De belangrijkste biotoop in Nationaal Park Mari Tsjodra zijn de boreale bossen. Hierin is de grove den (Pinus sylvestris) de dominante soort. Een kleiner aandeel wordt gevormd door berken (Betula), espen (Populus tremula) en fijnspar (Picea abies). De oude, goed ontwikkelde bossen, vormen een optimale biotoop voor diersoorten als bruine beer (Ursus arctos), auerhoen (Tetrao urogallus), hazelhoen (Tetrastes bonasia), steenarend (Aquila chrysaetos) en oeraluil (Strix uralensis). Langs rivieren en meren kunnen bevers (Castor fiber), elanden (Alces alces) en brilduikers (Bucephala clangula) worden aangetroffen.